# Cuterebra patagona
Cuterebra patagona är en tvåvingeart som beskrevs av Guérin-Méneville 1844. Cuterebra patagona ingår i släktet Cuterebra och familjen styngflugor. Inga underarter finns listade i Catalogue of Life.